# Bury Bijbel
De Bury Bijbel is een verlucht Bijbel-manuscript gemaakt tussen 1130 en 1138 in de abdij van Bury St Edmunds door Meester Hugo. Slechts een van de twee originele volumes is bewaard gebleven, maar is nu gesplitst in drie delen bewaard in de Parker bibliotheek van het Corpus Christi College in Cambridge (Ms. 2). De Bury Bijbel is een van de grote monumentale Bijbels vervaardigd in Engeland tijdens de romaanse periode zoals de Lambeth Bijbel en de Winchester Bijbel.

## Codicologische informatie
De Bijbel, origineel gebonden in twee volumes. In totaal waren er 700 perkamenten folia van 525 bij 350 mm. Het schriftblok meet 380 x 235 mm. De Latijnse tekst werd geschreven in twee kolommen van 42 lijnen per blad. De drie delen bewaard in de Parker Library bevatten de folia 1r-121v, 122r-241v en 242r tot 357v
Alleen het eerste volume van de Bijbel is bewaard gebleven. Het bevat de boeken van het Oude Testament maar eindigt bij het boek Job. Er zijn zes grote miniaturen (volledige pagina of halve pagina) bewaard gebleven van de twaalf die het handschrift oorspronkelijk bevatte. Naast de miniaturen is er een de gedecoreerde incipit pagina en zijn er drie gehistorieerde initialen en achtendertig gedecoreerde initialen bewaard gebleven. De beginbladzijde van Genesis en de illustraties bij de boeken Exodus, Leviticus, Jozua, Rechters en Jesaja zijn uit het handschrift verwijderd.

## Geschiedenis
Het manuscript werd gemaakt in de abdij van Bury St Edmunds, Suffolk, tijdens het abbatiaat van Anselmus van San Saba, een Italiaanse prelaat die het scriptorium van de abdij sterk heeft ontwikkeld: hij liet meer dan honderd manuscripten kopiëren tijdens zijn abbatiaat, tussen 1121 en 1148. Van die manuscripten waren er weinig of geen verlucht, maar in het midden van de twaalfde eeuw werd een klein aantal verluchte manuscripten geproduceerd in de stijl van de Bury Bijbel. In de periode voor 1140 daarentegen was er geen bepaalde stijl en geen traditie in verluchting toewijsbaar aan de abdij van Bury. De Bury Bijbel ontstond dus in een scriptorium dat over geen eigen traditie beschikte.
De kroniekschrijver van de abdij noteerde de opdracht in zijn kronieken: 'Iste Herveus, frater Taleboti prioris, omnes expensas invenit fratri suon priori in scribenda magna bibliotheca, et manu magistri Hugonis in comparabiliter fecit depingi. Qui cum non inveniret in partibus nostris pelles vitulinas sibi accommodas in Scotiae partibus parchamena comparavit. De Bijbel werd waarschijnlijk gemaakt tijdens een reis de abt in het buitenland, want anders zou hij zelf de opdracht gegeven hebben.
Wat de datering betreft zijn de kunsthistorici het eens over een datum tussen 1130 en 1140, omdat de stijl van de Bijbel werd nagevolgd in the Sherborne Cartulary (British Museum, Add. 46487) en in een aantal folia van het Liessies evangeliarium (Avesnes, Sociéte Archéologique) die beiden kunnen gedateerd worden op ca. 1146 en rekening houdend met de tijd nodig om met die stijl twee andere scriptoria te bereiken komt men op een datum tussen 1130 en 1140. Een iets nauwkeuriger datering kan gemaakt worden op basis van een charter dat getekend werd door de opvolgers van sacristijn Herveus en prior Talbot in de periode 1138/1141. De Bijbel waarvoor Herveus opdracht gaf zou dan gemaakt zijn voor 1138. Verder kan men de Bijbel op basis van de stijl na 1135 plaatsen, wat de ontstaansdatum zou brengen op 1135-1138.
De twee delen van het manuscript waren nog aanwezig in de abdij in 1190. Na de opheffing van de abdij kwam de Bijbel terecht in de verzameling van Matthew Parker. Ze kwamen in 1575 in de collecties van het Corpus Christi College terecht.

## Iconografie
Abt Anselmus was ongetwijfeld betrokken bij de invoer van de Italo-Byzantijnse stijl in Engeland die in het handschrift werd gebruikt. De miniatuur van Mozes die de wet verklaard aan de Israëlieten werd waarschijnlijk gemaakt naar een voorbeeld in een Byzantijns psalter uit de twaalfde eeuw (Nationale Bibliotheek, Athene ms. 15) waarvan de voorstelling van de zittende Israëlieten en de staande Mozes duidelijk Meester Hugo inspireerden. Ook de onderste helft van de bladzijde waar Mozes de wet van de onreine dieren verklaart, is waarschijnlijk van Byzantijnse oorsprong, er is alleszins geen westers voorbeeld hiervan voor de dertiende eeuw. De hoornen van Mozes zijn dan weer duidelijk westers, maar van de elf scènes die bewaard zijn gebleven in zes miniaturen, is er slechts één die als westers van oorsprong kan gezien worden, de andere zijn duidelijk Byzantijns. De ontwerpen zijn wel vrij origineel, de moeilijkheid om parallellen te vinden in andere handschriften, zij het Byzantijns of westers, is zonder twijfel te verklaren door de originaliteit van een opmerkelijk kunstenaar.

## Stijl
Op de incipit pagina met de tekst Frater Ambrosius zijn de grote versierde initialen, die typisch waren voor de Engelse boekverluchting van die tijd, en het kader in Italiaanse stijl naast elkaar gebruikt. Opmerkelijk zijn de parallellen met het Albanus Psalter dat omstreeks 1130 gemaakt werd in de abdij van Sint-Albanus in Hertfordshire . Een aantal van de figuren zijn erg gelijkaardig en het gebruik van sterke, briljante kleuren, zoals in het psalter, duiden erop dat Meester Hugo schatplichtig is aan de makers van het psalter. De aangezichten van de figuren zijn duidelijk Byzantijns gemodelleerd en zijn natuurlijker en beter uitgewerkt dan in het psalter. Maar het is de tekening van gewaadplooien met hun ritmische, bochtige wouwen die het lichaam van de persoon duidelijk definiëren, die kenmerkend is voor de miniaturen in de Bury Bijbel. Deze articulatie van het menselijk lichaam onder de kleding is duidelijk een westerse aanpassing van de Byzantijnse stijl, die misschien zijn oorsprong had in Engeland.

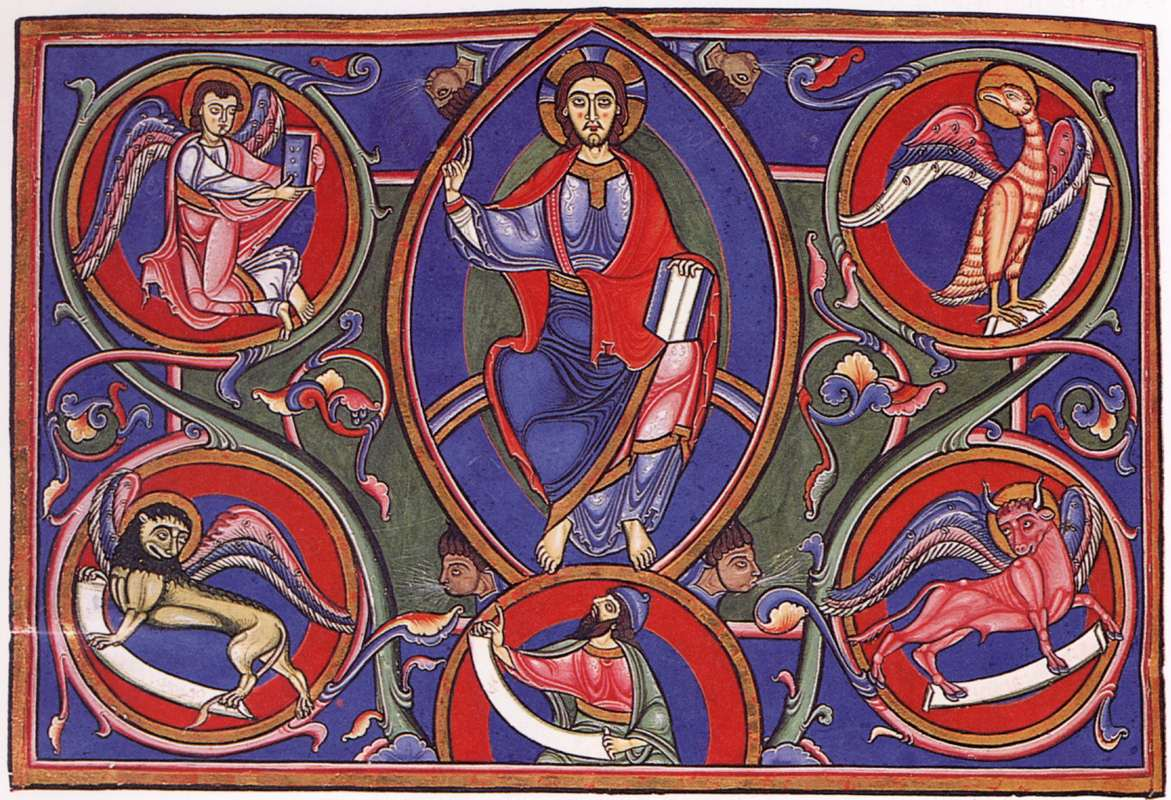
Christus in heerlijkheid
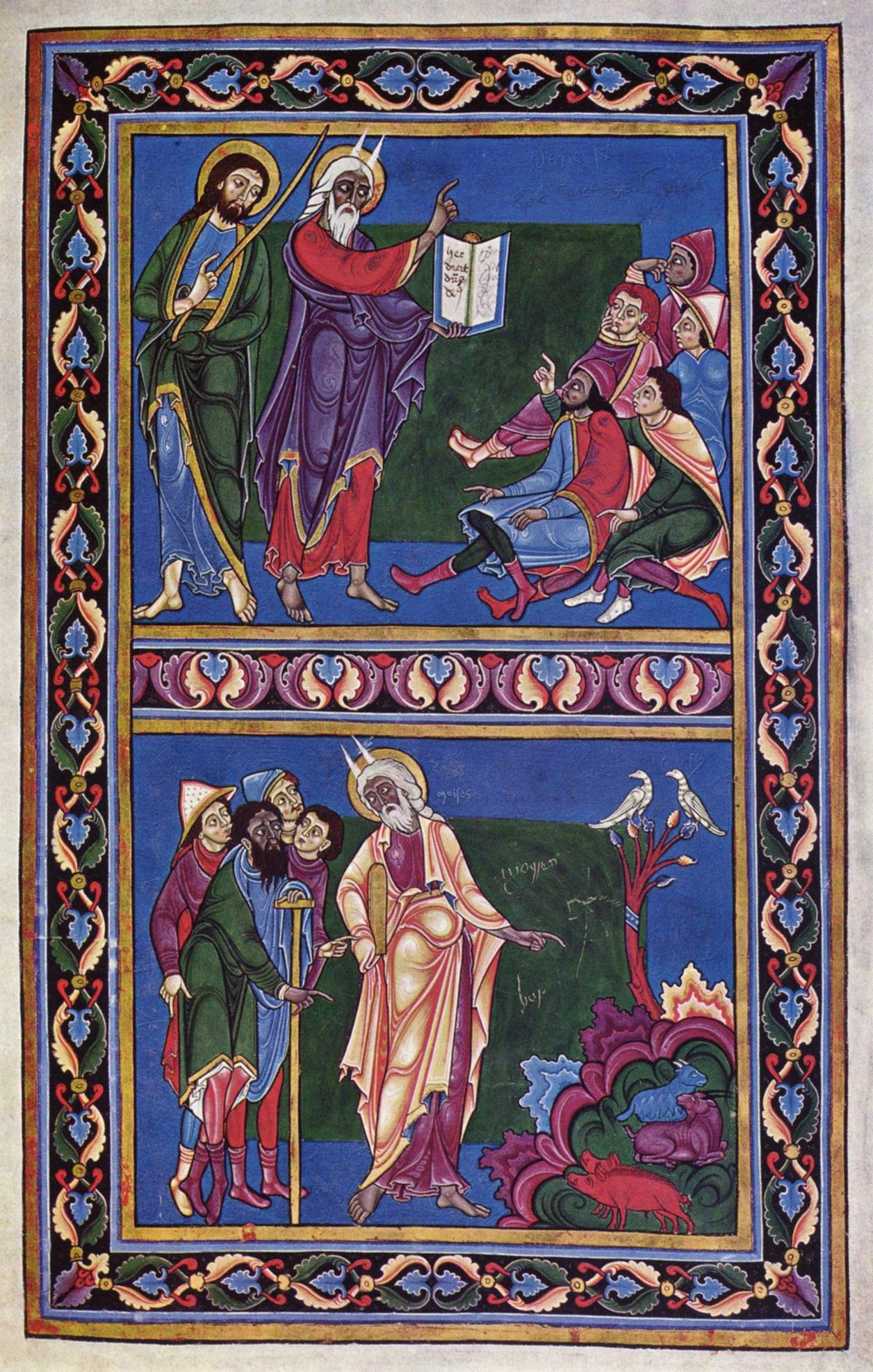
Mozes verklaart de wet van de onreine dieren